# 어시스턴트 (영화)
어시스턴트(The Assistant)는 미국에서 제작된 키티 그린 감독의 2019년 드라마 영화이다. 줄리아 가너 등이 주연으로 출연하였다.

## 출연
- 줄리아 가너
- 매슈 맥패디언
- 매켄지 리
- 크리스틴 프로세트
- 알렉산더 채플린
- 다그마라 도민치크
- 브레혀 헤이넌
- 패트릭 브린
- 퍼바 베디
- 패트릭 윌슨 (배우)
- 제이 O. 샌더스